# Â̱
Â̱ (minuscule : â̱), appelé A accent circonflexe macron souscrit, est une lettre latine utilisée dans l’écriture du kiowa.

## Utilisation
En kiowa écrit avec l’orthographe McKenzie ou SIL, le ‹ Â̱, â̱ › représente le même son que la lettre A, le macron souscrit indiquant la nasalisation et l’accent circonflexe indiquant un ton tombant.

## Représentations informatiques
Le A accent circonflexe macron souscrit peut être représenté avec les caractères Unicode suivants : 
- composé et normalisé NFC (supplément latin-1, diacritiques) :

| formes    | représentations | chaînes de caractères | points de code | descriptions                                                             |
| --------- | --------------- | --------------------- | -------------- | ------------------------------------------------------------------------ |
| capitale  | Â̱               | Â◌̱                    | U+00C2 U+0331  | lettre majuscule latine a accent circonflexe diacritique macron souscrit |
| minuscule | â̱               | â◌̱                    | U+00E2 U+0331  | lettre minuscule latine a accent circonflexe diacritique macron souscrit |

- décomposé et normalisé NFD (latin de base, diacritiques) :

| formes    | représentations | chaînes de caractères | points de code       | descriptions                                                                         |
| --------- | --------------- | --------------------- | -------------------- | ------------------------------------------------------------------------------------ |
| capitale  | Â̱               | A◌̱◌̂                   | U+0041 U+0331 U+0302 | lettre majuscule latine a diacritique macron souscrit diacritique accent circonflexe |
| minuscule | â̱               | a◌̱◌̂                   | U+0061 U+0331 U+0302 | lettre minuscule latine a diacritique macron souscrit diacritique accent circonflexe |